# Rikarudo Higa
Rikarudo Higa (Campinas, 4 mei 1973) is een voormalig Japans voetballer.

## Carrière
Rikarudo Higa speelde tussen 1998 en 2006 voor Yaita, Albirex Niigata, Okinawa Kariyushi en FC Ryukyu.